# انتونیو روبینا
انتونیو روبینا (انگلیسی: Antonio Robaina؛ زادهٔ ۳۰ نوامبر ۱۹۷۴) بازیکن فوتبال اهل اسپانیا است.
از باشگاه‌هایی که در آن بازی کرده‌است می‌توان به باشگاه فوتبال لاس پالماس، باشگاه ورزشی تنریف، و باشگاه فوتبال اسپورتینگ پرتغال اشاره کرد.
وی همچنین در تیم‌های ملی فوتبال زیر ۱۶ سال اسپانیا، زیر ۱۷ سال اسپانیا، زیر ۱۸ سال اسپانیا، زیر ۲۱ سال اسپانیا، و زیر ۲۳ سال اسپانیا بازی کرده‌است.